# Sainte-Luce (Martinica)
Sainte-Luce è un comune francese di 9.880 abitanti situato nel dipartimento d'oltre mare della Martinica.